# Jessika Jenson
Jessika Jenson (Idaho Falls, 7 agosto 1991) è un'ex snowboarder statunitense.

## Palmarès

### Coppa del Mondo
- Miglior piazzamento nella Coppa del Mondo generale di freestyle: 6ª nel 2016
- Miglior piazzamento nella Coppa del Mondo di slopestyle: 4ª nel 2016
- Miglior piazzamento nella Coppa del Mondo di big air: 12ª nel 2016
- 2 podi:
  - 2 secondi posti